# Mugilogobius parvus
Mugilogobius parvus är en fiskart som först beskrevs av Oshima, 1919.  Mugilogobius parvus ingår i släktet Mugilogobius och familjen smörbultsfiskar. Inga underarter finns listade i Catalogue of Life.